# Boscaler de Middendorff
El boscaler de Middendorff (Helopsaltes ochotensis; syn: Locustella ochotensis) és una espècie d'ocell de la família dels locustèl·lids (Locustellidae). Nidifica a les terres entorn de la mar d'Okhotsk: Extrem Orient Rus (Illa de Sakhalín, costa est de Sibèria i península de Kamtxatka) i al nord del Japó (Hokkaido), així com a les illes Kurils. Hiverna a les Filipines, Borneo i Cèlebes.
El seu hàbitat el conformen matollars, herbassars i zones aquàtiques de l'interior. El seu estat de conservació es considera de risc mínim.
El seu nom comú homenatja el naturalista rus Alexander von Middendorff.

## Taxonomia
Segons la llista mundial d'ocells del Congrés Ornitològic Internacional (versió 13.2, agost 2023) aquest tàxon estaria classificat en el gènere Helopsaltes. Tanmateix, altres obres taxonòmiques, com el Handook of the Birds of the World i la quarta versió de la BirdLife International Checklist of the birds of the world (Desembre 2019), el classifiquen dins del gènere Locustella.